# Surtur Rising
Surtur Rising är det åttonde studioalbumet av bandet Amon Amarth, utgivet 2011. Albumet har fått betyg 4/5 vid recensioner i tre större svenska tidningar.

## Låtlista
1. "War of the Gods" - 4:33
2. "Töck's Taunt - Loke's Treachery Part II" - 5:58
3. "Destroyer of the Universe" - 3:41
4. "Slaves of Fear" - 4:25
5. "Live Without Regrets" - 5:03
6. "The Last Stand of Frej" - 5:37
7. "For Victory or Death" - 4:30
8. "Wrath of the Norsemen" - 3:44
9. "A Beast Am I" - 5:14
10. "Doom Over Dead Man" - 5:55